# Club de Deportes América de Rancagua
El Club de Deportes América de Rancagua fue un club de fútbol de Chile, con sede en la ciudad de Rancagua. Fue fundado el 1 de enero de 1914, y se encontraba en la Segunda División de Chile cuando desapareció el 7 de abril de 1955, al verse obligado a fusionarse con O'Higgins Braden a fin de ascender a la Primera División, dando origen al Club Deportivo O'Higgins.

## Historia

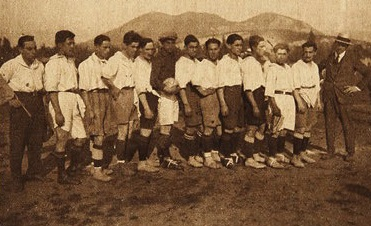
Equipo de América en el año 1923.

El América fue fundado el 1 de enero de 1914, y representaba al comercio de la ciudad. Se integró a la Liga O'Higgins, y luego a la Asociación Rancagua, en donde consiguió diversos títulos. Su campeonato de 1948 le facilitó su ingreso a la División de Honor Amateur (DIVHA) al año siguiente.
En 1952 la primera edición de la Segunda División contó con dos equipos de Rancagua: el América y el Instituto O'Higgins. En la temporada 1953 ambos equipos quedaron empatados en la segunda posición tras el campeón Thomas Bata, que desistió de ascender a la máxima categoría.

### Fusión con O'Higgins Braden
A inicios de 1954 Instituto O'Higgins se fusionó con el club Braden para formar al O'Higgins Braden. Ese mismo año el nuevo club resultó campeón del torneo de Segunda División, mientras que el América terminó en la segunda ubicación. Apenas terminado el campeonato, la Asociación Central de Fútbol (ACF), con su política de «un club por ciudad», ordenó que ambos clubes deberían fusionarse para que Rancagua tuviera un cuadro en Primera División. La imposición generó un intenso debate durante los primeros meses de 1955, ya que ninguno de los dos clubes aceptaba la fusión. América argumentó que no tenía problemas de continuar en la segunda categoría, y que no quería ser absorbido por sus rivales.
Sin embargo, ante la posibilidad de desafiliación de ambos clubes y la pérdida del cupo para la ciudad, el 7 de abril de 1955 y tras muchas discusiones, los dos equipos de Rancagua se unieron para formar al Club Deportivo O'Higgins.

## Datos del club
- Temporadas en Segunda División: 3 (1952-1954).
- Mayor goleada conseguida:
  - En campeonatos nacionales: 6-1 a La Cruz, en 1954.
- Mayor goleada recibida:
  - En campeonatos nacionales: 1-3 de Palestino, en 1952.
- Mejor puesto en Segunda División: 2° (1953 y 1954).
- Peor puesto en Segunda División: 4º (1952).

## Palmarés

### Torneos locales
- Asociación de Fútbol de Rancagua[nota 1] (12): 1916, 1923,[4] 1928, 1934, 1935, 1938, 1942, 1943, 1944, 1947, 1948.[2][5][6][7]

### Torneos nacionales
- Subcampeón de la Segunda División de Chile (2): 1953, 1954.